# Cromosoma a spazzola

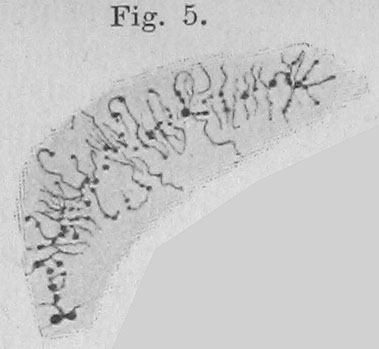
Cromosoma a spazzola

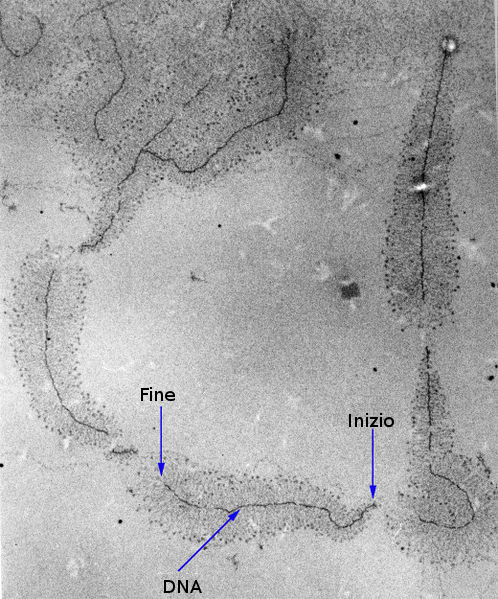
Intensa attività trascrizionale in un'ansa di cromosoma a spazzola di Chrironumus pallidivitatus

I cromosomi lampbrush (cromosomi a spazzola, così chiamati per la forma che ricorda gli spazzolini cilindrici) sono stati osservati per la prima volta da Flemming nel 1882 negli ovociti della salamandra neotenica Ambystoma mexicanum, ma sono presenti in tutti gli altri Metazoi, ad eccezione di Insetti e Rettili. Essi compaiono durante la fase di diplotene della profase I meiotica e rappresentano una forma di cromosoma particolarmente estesa e con una intensa attività trascrizionale. Il cromosoma a spazzola mostra, lungo l'asse principale, una serie di cromomeri irregolari sia nella forma che nella dimensione, dai quali emergono anse asimmetriche che manifestano un ispessimento sempre più consistente a mano a mano che ci si allontana dal punto di origine. A livello di tale anse, si ha un'intensa attività trascrizionale e l'accumulo dei prodotti di sintesi così da avere una matrice di ribonucleoproteine intorno ad esse. Tali RNA trascritti sono rRNA e precursori di mRNA, codificanti proteine istoniche, ribosomiali e del tuorlo, necessari all'esigenza proteica prima dell'oocita e poi dell'embrione in sviluppo.
I cromosomi a spazzola sono un utile modello per lo studio dell'organizzazione del cromosoma, la funzione del genoma e l'espressione genica durante la profase meiotica, in quanto consentono di visualizzare le singole unità di trascrizione. Inoltre i cromosomi a spazzola sono ampiamente utilizzati per la mappatura ad alta risoluzione di sequenze di DNA e la costruzione di mappe citologiche altamente dettagliate di singoli cromosomi.